# Areas (Puebla del Brollón)
Areas (llamada oficialmente As Areas) es una aldea española situada en la parroquia de Cereixa, del municipio de Puebla del Brollón, en la provincia de Lugo, Galicia.

## Geografía
Está situado a 348 metros de altitud, junto al río Saa.

## Demografía
| Gráfica de evolución demográfica de Areas entre 2000 y 2020 |
|                                                             |
| Datos según el nomenclátor publicado por el INE.            |